# كمون بدء النوم
في علم النوم، يُعرّف كمون بدء النوم (SOL) بأنه طول الفترة الزمنية اللازمة للانتقال من حالة اليقظة التامة إلى حالة النوم، وعادةً إلى أخف مراحل نوم حركة العين غير السريعة.

## دراسات كمون النوم
يقدم الباحث الرائد في علم النوم بجامعة ستانفورد، وليام سي. ديمينت، تقريرًا عن التطور البدئي للمفهوم وأول اختبار له، وهو اختبار كمون النوم المتعدد (MSLT)، في كتابه «ذا بروميس أوف سليب». سعى ديمينت وزملاؤه ومنهم ماري كارسكادون للحصول على قياس فعلي لدرجة النعاس أثناء النهار للمساعدة في تقييم آثار اضطرابات النوم. أثناء تقييم النتائج التجريبية، وجدوا أن مقدار الوقت الذي استغرقه الشخص ليغفو في السرير ارتبط ارتباطًا وثيقًا بمستوى النعاس الذاتي الذي يشعر به الشخص المعني. «قد لا يبدو هذا بمثابة اكتشاف هائل في الأهمية، لكن تصور وتطوير قياس فعلي لدرجة النعاس قد يكون أحد أهم التطورات في علم النوم»، هذا ما كتبه ديمينت والمؤلف المشارك كريستوفر فون عن هذا الاكتشاف.
عندما طوروا في البداية اختبار كمون النوم المتعدد، وضع ديمينت وآخرون المتطوعين الخاضعين للتجربة في غرفة مظلمة هادئة مع سرير وطلبوا منهم الاستلقاء وإغلاق أعينهم والاسترخاء. سجلوا عدد الدقائق، التي تراوحت من 0 إلى 20، والتي استغرقها كل شخص ليغفو. إذا بقي أحد المتطوعين مستيقظًا بعد 20 دقيقة، تنتهي التجربة ويُعطى الشخص تقييم أقصى درجة من اليقظة/ أدنى درجة من النعاس. عندما حرم العلماء المتطوعين من النوم، وجدوا أن مستويات كمون النوم يمكن أن تنخفض إلى أقل من 1، أي أن الأشخاص قد ينامون خلال أقل من دقيقة. يرتبط مقدار الحرمان من النوم ارتباطًا مباشرًا بالتغيرات في درجات كمون النوم.
أدت الدراسات في النهاية إلى وصول ديمينت وكارسكادون إلى استنتاج مفاده أن «الدماغ يحتفظ بحساب دقيق لمقدار النوم الذي يحتاجه». يؤدي عدم الحصول على قسط كافٍ من النوم خلال فترة زمنية معينة إلى ظاهرة تسمى «الحرمان من النوم»، والتي تقلل من درجات كمون النوم وتجعل الأفراد المحرومين من النوم ينامون بسرعة أكبر.

## اختبار كمون النوم المنزلي
من أجل إجراء اختبارات منزلية على كمون النوم المنخفض بشكل غير اعتيادي وقلة النوم المحتملة، يشير المؤلفون إلى تقنية طورها ناثانييل كليتمان، الملقب بـ «أبو أبحاث النوم». يستلقي الشخص في غرفة هادئة مظلمة ويضع يده على حافة السرير أو الكرسي ممسكًا بملعقة، ويضع صحنًا على الأرض أسفل الملعقة. بعد التحقق من الوقت، يحاول الشخص الاسترخاء والنوم. عند بلوغ النوم، ستسقط الملعقة وتضرب الصحن، وتوقظ الشخص الذي يتحقق بعد ذلك من مقدار الوقت الذي مر. يشير عدد الدقائق التي مرت إلى كمون بدء النوم في تلك الساعة بالذات في ذلك اليوم بالذات.
ينصح ديمينت بعدم إجراء هذه التقييمات في الليل عندما يكون كمون بدء النوم منخفضًا بشكل طبيعي، خاصة لدى كبار السن. بدلاً من ذلك، يقترح اختبار كمون بدء النوم أثناء النهار، ويكون الوقت مثاليًا في تمام الساعة 10:00 صباحًا والساعة 12:30 مساءً والساعة 3:00 مساءً. يشير كمون بدء النوم الذي يتراوح من 0 إلى 5 دقائق إلى قلة نوم شديدة، ومن 5 إلى 10 دقائق «قلة نوم مزعجة»، وتشير 10 إلى 15 دقيقة إلى درجة حرمان من النوم معتدلة ولكنها «قابلة للتدبير»، وتشير الفترة التي تتراوح من 15 إلى 20 دقيقة إلى حرمان «قليل أو معدوم» من النوم.

## المؤشرات الحيوية للنعاس
يتابع الباحثون المعاصرون في علم النوم، بمن فيهم بول شو من كلية الطب بجامعة واشنطن في سانت لويس، تطوير علامات أو مؤشرات بيولوجية للنعاس. في ديسمبر عام 2006، أعلن شو على الإنترنت في مجلة وقائع الأكاديمية الوطنية للعلوم أن التجارب في مختبره أظهرت أن مستويات الأميلاز ازدادت في لعاب ذبابة الفاكهة عندما كانت الذبابة محرومة من النوم. ثم أظهر لاحقًا أن مستويات الأميلاز اللعابي البشري ازدادت أيضًا عند حرمان الأشخاص من النوم.